# Кастелето Стура
Кастелето Стура (итал. Castelletto Stura) је насеље у Италији у округу Кунео, региону Пијемонт.
Према процени из 2011. у насељу је живело 907 становника. Насеље се налази на надморској висини од 445 м.

## Становништво
| 1936. | 1951. | 1961. | 1971. | 1981. | 1991. | 2001. | 2011. |
| ----- | ----- | ----- | ----- | ----- | ----- | ----- | ----- |
| 1.399 | 1.352 | 1.175 | 1.064 | 1.035 | 1.072 | 1.176 | 1.351 |